# Sammy Traoré
Sammy Traoré (Créteil, Illa de França, França, 25 de febrer de 1976), futbolista de Mali, amb nacionalitat francesa. Juga de defensa i el seu primer equip va ser l'US Créteil-Lusitanos. Actualment juga al Paris Saint Germain.
Ha estat internacional amb la selecció de futbol de Mali, ha jugat 8 partits internacionals i hi ha marcat un gol.

## Clubs
- US Créteil – 1996-2002.
- OGC Niça – 2002-2006.
- Paris Saint Germain – 2006-2007.
- AJ Auxerre – 2007-2008.
- Paris Saint Germain - 2008-